# Блек Хоук
„Блек Хоук“ (на английски: Black Hawk Down) е британско-американски пълнометражен игрален филм от 2001 г., режисиран от Ридли Скот и продуциран от него, заедно с Джери Брукхаймър. Във филма играят Джош Хартнет, Юън Макгрегър, Ерик Бана и други. Печели две награди „Оскар“ – за монтаж и звук, през 2001 г.
Сценарият на филма е адаптиран по книгата Black Hawk Down: A Story of Modern War на Марк Боудън, разказваща за битката за Могадишу през 1993 г., в рамките на опитите на военни сили на Обединените нации да опазят мира в Сомалия. Филмът разказва за събитията от гледна точка на американските военнослужещи и проследява как се стига до операцията, свалянето на два хеликоптера Блек Хоук, което разкъсва американските сили, и опитите на разпръснатите групи да оцелеят и да си пробият път с бой до базата си.

## Български дублаж
| Озвучаващи артисти  | Даниела Йорданова Николай Николов Христо Узунов Здравко Методиев Ивайло Велчев Стефан Сърчаджиев-Съра |
| Преводач            | Елена Желева                                                                                          |
| Тонрежисьор         | Цветомир Цветков                                                                                      |
| Режисьор на дублажа | Димитър Кръстев                                                                                       |